# Maria Gemma Rubí i Casals
Maria Gemma Rubí i Casals (Manresa, 1963) és una historiadora i catedràtica d'universitat catalana, especialista en la història d'Espanya i de Catalunya dels segles xix i xx.
Va obtenir la llicenciatura en Història Contemporània l'any 1987, la llicenciatura en Ciències Polítiques i Sociologia el 1992, el Diploma d'Estudis Aprofundits a l'École des Hautes Études en Sciences Sociales de París sota la direcció de Pierre Vilar, i es va doctorar el 2003 en aquesta darrera institució, sota la direcció de Bernard Vincent, director del Centre de Recherches Historiques de l'esmentada École de Paris, i conjuntament amb a la Universitat Autònoma de Barcelona, sota la direcció de Borja de Riquer. Actualment és catedràtica d'història contemporània de la Universitat Autònoma de Barcelona. Així mateix, és la coordinadora acadèmica del grup d'estudis i recerca: Política, institucions i corrupció a l'època contemporània i el 2017 va organitzar, amb Borja de Riquer i altres historiadors, el Primer Congrés Internacional d'història de la corrupció política a l'Espanya contemporània (segles xix-xxi).

## Obra[4][5][3]
Els temes de la seva recerca són la corrupció política a l'Espanya contemporània; el caciquisme i clientelisme a la Catalunya de la Restauració borbònica (1874-1931); els processos de nacionalització a partir de l'acció pública de la Corona espanyola; el republicanisme i nacionalisme durant el regnat d'Alfons XIII (1902-1913); la Guerra del Francès; la reinterpretació de la Setmana Tràgica (1909) i les polítiques de memòria.
La tesi doctoral de M. Gemma Rubí i Casals porta per títol: El Món de la política en la Catalunya urbana de la Restauració. El cas d'una ciutat industrial: Manresa (1875-1923) i va obtenir la màxima nota amb menció cum laude per un tribunal compost pels historiadors Michel Ralle, Manuel Marin, Isidre Molas, Pedro Carasa i Teresa Carnero.
Llibres publicats
- El caciquisme i el despertar de la societat de masses. Manresa, 1875-1901. (2005)
- Els catalans i la política en temps del caciquisme. Manresa, 1875-1923, (2006)
- Els orígens del republicanisme nacionalista a Catalunya. El Centre Nacionalista Republicà a Catalunya (1906-1910) (2009)
- Manresa i la Catalunya central a Guerra del Francès: de la revolta a la destrucció, (2009)
- Vots, electors i corrupció : una reflexió sobre l'apatia política a Catalunya (1869-1923) (2012).

Llibres en col·laboració
- Rubí, M. Gemma; Toledano, Lluís Ferran; Riquer, Borja de; Pérez Francesch, Joan Lluís, Luján, Oriol (Dirs.), La corrupción política en la España contemporánea, Marcial Pons, 2018.[8]
- Rubí, M.Gemma; Ucelay Da Cal, Enric;Espinet, Francesc, Solidaritat Catalana i Espanya (1905-1909), Base, 2008.
- Rubí, M.Gemma; Ferrer, Llorenç; Rodó, Jordi; Torras, Marc,Historia del autogobierno de Cataluña, Publicacions de la Generalitat de Catalunya, 2007.
- Rubí, M. Gemma; Virós, Lluís, La Cambra de Comerç i Indústria de Manresa (1906-2006). Cent anys d'impuls econòmic, Angle Editorial, 2006.